# صلاح الدالي
صلاح الدالي ممثل مسرحي مصري.

## حياته الشخصية
تخرج صلاح الدالي في كلية العلوم بحلوان. بدأ مشواره مع الفن والتمثيل منذ المرحلة الجامعية حيث شارك في العديد من العروض المسرحية الكوميدية علي مسرح جامعة حلوان. و بعد تخرجه من الجامعة عمل في مسرح الدولة، ثم في تياترو مصر مع فرقة مسرح مصر تحت قيادة الفنان أشرف عبد الباقي.

## مسيرته الفنية
يعتبر صلاح الدالي من أشهر فنانين الكوميديا الساخرة والمعروفة باسم ستاند أب كوميدي. وقد شارك في العديد من الأعمال المسرحية وعروض ساقية الصاوي التي تقدم هذه الأنواع من الكوميديا / بالنسبة له يعشق المسرح والكوميديا.

### أعماله المسرحية
- مسرحية الحضيض

- مسرحية العدو في غرف النوم

- مسرحية الجلاد والمحكوم عليه بالإعدام

- مسرحية كأنك يا أبو زيد

- مسرحية أصل وعفريت

- مسرحية رومولوس العظيم

- مسرحية ريسايكل

### أعماله الفنية
- 2014: شارك في مسرحية شغل عفاريت، ومسرحية رمضان جانا، ومسرحية الحد الأدنى، ومسرحية وزير من الوزراء، ومسرحية علي عليوة.

- 2015: شارك في تقديم مسرحية (الجيل الثاني) من خلال عروض تقديم تياترو مصر الموسم الثالث.

- 2015: قدم مسرحية في عروض تياترو مصر الموسم الرابع .

- 2018: شارك صلاح الدالي في مسلسل أمر واقع.
- 2017: شارك في فيلم جدو حبيبي .
- 2021: شارك في مسلسل حلوة الدنيا سكر.

### مؤلفاته
- في عام 2006 قام بتأليف سهرة تليفزيونية بعنوان «سهراية»، والتي كانت من إخراج: خالد صالح سليم ومن تقديم صفاء أبو السعود.

- في عام 2010 قام بتأليف سهرة تليفزيونية والتي كات خصيصا لحفل توزيع جوائز (Art) وقام بتقديم الحفلة الفنانة صفاء أبو السعود رئيسة القتوات.

## الجوائز
- حصل صلاح الدالي علي الجوائز المركز الأول في مسابقة ساقية الصاوي الثانية لفن الاداء الساخر (Stand-up comedy).

- نال صلاح الدالي علي شهادة تقدير من مهرجان الساقية المسرحي عن دوره في مسرحية هو أنت حر

- حصل علي جائزة أحسن ممثل على مستوى جامعة حلوان عن دوره في مسرحية سكة السلامة.

- حصل صلاح الدالي علي شهادة تقدير من لجنة تحكيم مهرجان الجامعات عن دوره في مسرحية رومولوس العظيم

- تم اختيار صلاح الدالي ضمن الـ 100 شخص الذين نجحوا في اختبارات تياترو مصر.